# Едвінс Кеньгіс
Едвінс Кеньгіс (латис. Edvīns Ķeņģis; нар. 12 квітня 1959, Цесіс) – латвійський шахіст, гросмейстер від 1991 року.

## Шахова кар'єра
Перші успіхи припадають на кінець 1970-х років. 1980 року поділив 1-ше місце (разом з Олександром Івановим) на чемпіонаті СРСР серед молоді до 26 років, який проходив у Ризі. У 1986 році поділив 1-ше місце (разом з Євгеном Васюковим i Зурабом Азмайпарашвілі) у Москві. 1989 року поділив 2-ге місце у Фрунзе (позаду Олексія Широва, разом із, зокрема, Володимиром Єпішиним), а також 3-тє місце в Чикаго (US Open, позаду Лева Альбурта i Максима Длугі, разом з Волтером Брауном, Ігорем Івановим i Джоном Федоровичем). У наступних роках досягнув низки успіхів на міжнародних турнірах, зокрема, в таких містах, як: Мюнстер (1990, поділив 2-ге місце позаду Рустема Даутова), Аделаїда (1990, поділив 1-ше місце разом із, зокрема, Лембітом Оллем i Ентоні Майлсом), Геусдал (1991, Arnold Cup, посів 1-ше місце), Відень (1991, поділив 2-ге місце позаду Еріка Лоброна), Прага (1993, поділив 1-ше місце разом зі Збінеком Грачеком), Бонн (1995, поділив 1-ше місце разом з Михайлом Гуревичем i Алоїзасом Квейнісом), Гамбург (поділив 2-ге місце позаду Віктора Корчного), Вайльбург (1995, поділив 1-ше місце разом із, зокрема, Ігорем Хенкіним; 1996, поділив 1-ше місце разом з Феліксом Левіним i Ромуальдом Майнкою), Свідниця (1996, посів 1-ше місце), Дрезден (1996, поділив 1-ше місце), Гіструп (1997, поділив 2-ге місце позаду Сергія Шипова), Саарлуї (1998, посів 1-ше місце), Таллінн (1998, поділив 2-ге місце позаду Віктора Бологана), Берлін (1999, поділив 1-ше місце), Бад-Верісгофен (2002, поділив 1-ше місце разом з Кірілом Георгієвим i Феліксом Левіним), Каїр (2003, поділив 1-ше місце разом з Ессамом Ель-Гінді i Спартаком Височиним), Швебіш-Гмюнд (2004, поділив 1-ше місце разом із, зокрема, Володимиром Бакланом i Володимиром Бурмакіним), Боньї-сюр-Мез (2004, поділив 1-ше місце разом з Алоїзасом Квейнісом та Ігорсом Раусісом), а також Рига (2004, посів 1-ше місце i 2005, поділив 1-ше місце).
Неодноразово брав участь у фіналах чемпіонату Латвії, вісім разів вигравши золоті медалі (1984, 1987, 1988, 1989, 1990, 1997, 2004, 2005), а в 2006 році - срібну медаль. Переміг на чемпіонаті Естонії 2001 років. Від початку 1990 є одним з основних гравців збірної своєї країни, шість разів (у 1992 - 2004 роках), взявши участь у шахових олімпіадах, двічі (1997, 2001) у командній першості Європи і в 1993 році - у командному чемпіонаті світу. 1999 року в Сувалках взяв участь у клубному чемпіонат Польщі, здобувши в командному заліку за клуб "Gant-Hetman" Вроцлав срібну медаль.
Найвищий рейтинг Ело в кар'єрі мав станом на 1 липня 2002 року, досягнувши 2594 очок займав тоді 1ше місце серед латвійських шахістів.

## Зміни рейтингу
| На цьому місці має відображатися графік чи діаграма, однак з технічних причин його відображення наразі вимкнено. Будь ласка, не видаляйте код, який викликає це повідомлення. Розробники вже працюють для того, щоби відновити штатне функціонування цього графіка або діаграми. | |
| | На цьому місці має відображатися графік чи діаграма, однак з технічних причин його відображення наразі вимкнено. Будь ласка, не видаляйте код, який викликає це повідомлення. Розробники вже працюють для того, щоби відновити штатне функціонування цього графіка або діаграми. |